# مدار ۵۹ درجه شمالی
مدار ۵۹ درجه شمالی، دایره‌ای از عرض جغرافیایی است که در ۵۹ درجهٔ شمالی خط استوا  قرار دارد.

## گذر از مناطق
از نصف‌النهار مبدأ شروع می‌شود و به سمت مشرق ۵۹ درجه شمالی از موارد زیر گذر می‌کند:
| مختصات‌ها                                             | کشور، قلمرو یا دریا | توضیحات                                                         |
| ---------------------------------------------------- | ------------------- | --------------------------------------------------------------- |
| ۵۹°۰′ شمالی ۰°۰′ شرقی / ۵۹٫۰۰۰°شمالی ۰٫۰۰۰°شرقی      | دریای شمال          |                                                                 |
| ۵۹°۰′ شمالی ۵°۳۴′ شرقی / ۵۹٫۰۰۰°شمالی ۵٫۵۶۷°شرقی     | نروژ                |                                                                 |
| ۵۹°۰′ شمالی ۱۰°۳′ شرقی / ۵۹٫۰۰۰°شمالی ۱۰٫۰۵۰°شرقی    | اسکاژراک            |                                                                 |
| ۵۹°۰′ شمالی ۱۱°۲′ شرقی / ۵۹٫۰۰۰°شمالی ۱۱٫۰۳۳°شرقی    | نروژ                | Hvaler islands                                                  |
| ۵۹°۰′ شمالی ۱۱°۶′ شرقی / ۵۹٫۰۰۰°شمالی ۱۱٫۱۰۰°شرقی    | سوئد                |                                                                 |
| ۵۹°۰′ شمالی ۱۱°۲۷′ شرقی / ۵۹٫۰۰۰°شمالی ۱۱٫۴۵۰°شرقی   | نروژ                |                                                                 |
| ۵۹°۰′ شمالی ۱۱°۴۲′ شرقی / ۵۹٫۰۰۰°شمالی ۱۱٫۷۰۰°شرقی   | سوئد                | Passing through دریاچه ونرن lake                                |
| ۵۹°۰′ شمالی ۱۸°۹′ شرقی / ۵۹٫۰۰۰°شمالی ۱۸٫۱۵۰°شرقی    | دریای بالتیک        |                                                                 |
| ۵۹°۰′ شمالی ۲۲°۳۰′ شرقی / ۵۹٫۰۰۰°شمالی ۲۲٫۵۰۰°شرقی   | استونی              | Island of هیوما                                                 |
| ۵۹°۰′ شمالی ۲۲°۵۲′ شرقی / ۵۹٫۰۰۰°شمالی ۲۲٫۸۶۷°شرقی   | دریای بالتیک        |                                                                 |
| ۵۹°۰′ شمالی ۲۳°۸′ شرقی / ۵۹٫۰۰۰°شمالی ۲۳٫۱۳۳°شرقی    | استونی              | Island of وورمسی and the mainland. Passing through دریاچه پیپوس |
| ۵۹°۰′ شمالی ۲۷°۴۴′ شرقی / ۵۹٫۰۰۰°شمالی ۲۷٫۷۳۳°شرقی   | روسیه               | Passing through Rybinsk Reservoir                               |
| ۵۹°۰′ شمالی ۱۴۲°۲′ شرقی / ۵۹٫۰۰۰°شمالی ۱۴۲٫۰۳۳°شرقی  | دریای اختسک         |                                                                 |
| ۵۹°۰′ شمالی ۱۵۰°۲۹′ شرقی / ۵۹٫۰۰۰°شمالی ۱۵۰٫۴۸۳°شرقی | روسیه               | Zavyalov Island                                                 |
| ۵۹°۰′ شمالی ۱۵۰°۳۶′ شرقی / ۵۹٫۰۰۰°شمالی ۱۵۰٫۶۰۰°شرقی | دریای اختسک         |                                                                 |
| ۵۹°۰′ شمالی ۱۵۱°۱۴′ شرقی / ۵۹٫۰۰۰°شمالی ۱۵۱٫۲۳۳°شرقی | روسیه               |                                                                 |
| ۵۹°۰′ شمالی ۱۵۲°۵۷′ شرقی / ۵۹٫۰۰۰°شمالی ۱۵۲٫۹۵۰°شرقی | دریای اختسک         |                                                                 |
| ۵۹°۰′ شمالی ۱۵۹°۴۴′ شرقی / ۵۹٫۰۰۰°شمالی ۱۵۹٫۷۳۳°شرقی | روسیه               | شبه‌جزیره کامچاتکا                                               |
| ۵۹°۰′ شمالی ۱۶۳°۵′ شرقی / ۵۹٫۰۰۰°شمالی ۱۶۳٫۰۸۳°شرقی  | دریای برینگ         | Litke Strait                                                    |
| ۵۹°۰′ شمالی ۱۶۳°۵۴′ شرقی / ۵۹٫۰۰۰°شمالی ۱۶۳٫۹۰۰°شرقی | روسیه               | جزیره کاراگینسکی                                                |
| ۵۹°۰′ شمالی ۱۶۴°۴۳′ شرقی / ۵۹٫۰۰۰°شمالی ۱۶۴٫۷۱۷°شرقی | دریای برینگ         |                                                                 |
| ۵۹°۰′ شمالی ۱۶۱°۴۹′ غربی / ۵۹٫۰۰۰°شمالی ۱۶۱٫۸۱۷°غربی | ایالات متحده آمریکا | آلاسکا                                                          |
| ۵۹°۰′ شمالی ۱۵۳°۳۶′ غربی / ۵۹٫۰۰۰°شمالی ۱۵۳٫۶۰۰°غربی | اقیانوس آرام        | خلیج آلاسکا - passing just north of the Barren Islands          |
| ۵۹°۰′ شمالی ۱۳۸°۱۰′ غربی / ۵۹٫۰۰۰°شمالی ۱۳۸٫۱۶۷°غربی | ایالات متحده آمریکا | آلاسکا                                                          |
| ۵۹°۰′ شمالی ۱۳۷°۳۰′ غربی / ۵۹٫۰۰۰°شمالی ۱۳۷٫۵۰۰°غربی | کانادا              | بریتیش کلمبیا - for about 13 km                                 |
| ۵۹°۰′ شمالی ۱۳۷°۱۶′ غربی / ۵۹٫۰۰۰°شمالی ۱۳۷٫۲۶۷°غربی | ایالات متحده آمریکا | آلاسکا                                                          |
| ۵۹°۰′ شمالی ۱۳۴°۲۴′ غربی / ۵۹٫۰۰۰°شمالی ۱۳۴٫۴۰۰°غربی | کانادا              | بریتیش کلمبیا آلبرتا ساسکاچوان مانیتوبا                         |
| ۵۹°۰′ شمالی ۹۴°۴۳′ غربی / ۵۹٫۰۰۰°شمالی ۹۴٫۷۱۷°غربی   | خلیج هودسن          | Passing just south of the Ottawa Islands, نوناووت, کانادا       |
| ۵۹°۰′ شمالی ۷۸°۲۱′ غربی / ۵۹٫۰۰۰°شمالی ۷۸٫۳۵۰°غربی   | کانادا              | نوناووت - an island کبک نوناووت - Tiercel Island                |
| ۵۹°۰′ شمالی ۶۸°۵۸′ غربی / ۵۹٫۰۰۰°شمالی ۶۸٫۹۶۷°غربی   | Ungava Bay          |                                                                 |
| ۵۹°۰′ شمالی ۶۵°۵۴′ غربی / ۵۹٫۰۰۰°شمالی ۶۵٫۹۰۰°غربی   | کانادا              | نوناووت - some islands کبک نیوفاندلند و لابرادور                |
| ۵۹°۰′ شمالی ۶۳°۱۳′ غربی / ۵۹٫۰۰۰°شمالی ۶۳٫۲۱۷°غربی   | اقیانوس اطلس        |                                                                 |
| ۵۹°۰′ شمالی ۳°۲۲′ غربی / ۵۹٫۰۰۰°شمالی ۳٫۳۶۷°غربی     | بریتانیا            | اسکاتلند - Mainland, اورکنی                                     |
| ۵۹°۰′ شمالی ۲°۵۵′ غربی / ۵۹٫۰۰۰°شمالی ۲٫۹۱۷°غربی     | دریای شمال          |                                                                 |